# Lophotarsia uniformis
Lophotarsia uniformis là một loài bướm đêm trong họ Noctuidae.